# ケプラー186f
ケプラー186f（英語: Kepler-186f）は、地球から582光年（178.5pc）離れた赤色矮星ケプラー186を周回する太陽系外惑星である。ケプラー186fは、太陽以外の恒星のハビタブルゾーン（生命が存在する可能性のある領域）内において、初めて発見された地球に近いサイズの惑星である。アメリカ航空宇宙局 (NASA) のケプラー探査機のトランジット法による観測により、内側の他の4つの惑星（いずれも地球より大きい）と同時に発見された。この発見には、3年に渡る観測結果の分析が必要であった。発見は2014年3月19日のカンファレンスにて初めて公開され、メディアにいくらか詳細が報告された。その後4月17日に科学誌サイエンスにて完全に公開された。

## 名称
ケプラー探査機による観測の当初、この恒星系はKepler Input Catalog (KIC) の番号で識別されていた。観測が進み、惑星を持つ可能性が指摘されて以降はKepler object of interest (KOI) の番号が割り当てられた。そのため、恒星ケプラー186は当初 KIC 8120608 と呼ばれており、次いで KOI 571 とされていた。ケプラー186fも発見が正式に確認される前の2013年当時は、この命名規則に基づき KOI-571-05 や KOI-571.05 と呼ばれていた。

## 特徴

### 質量・半径・温度
この惑星の恒星から得られる物理的特徴はトランジットによる恒星光度の変化からしか導けない。惑星と恒星の半径比は0.021であることが求められており、この比から半径は地球の1.11 ± 0 14倍、体積が1.37倍であることが分かっている。
質量に関しては密度と半径から求めることができるが、この惑星を構成する物質によって密度が変化するため、取りうる範囲は広い。例えば密度が大きく、岩石から成る地球型惑星や密度の小さい海洋惑星などがある。しかし、半径が1.5 R⊕未満であることから大気は水素やヘリウムではないと考えられている。逆に1.5 R⊕よりも大きい場合は大気が厚くなり、居住可能性が低くなる可能性がある。水素やヘリウムの量が少ないのは赤色矮星は生涯において若い頃に多量の極端紫外線を放出し、惑星の初期の大気は恒星から紫外線による光蒸発の影響を受け、水素やヘリウムが大量に損失した可能性があるからである。
質量は推定では0.32 M⊕から3.77 M⊕の範囲で、下限は組成が水や氷100%のとき、上限は鉄100%のときの計算であり、かなり極端である。組成を地球に似せて鉄が1/3、ケイ酸塩が2/3と仮定し、半径を1.11 R⊕とし、地球よりも大気圧が大きいことを考慮すると、質量は1.44 M⊕と見積もられている。
ケプラー186fの平衡温度(大気を考えないときの表面温度)は182 K(-91℃)で、火星の平衡温度よりも低い。

### 恒星
この惑星の主星はスペクトル型Mの主系列星で、質量は0.544 M☉、半径は0.523 R☉である。表面温度は3755 K、年齢は太陽よりも6億年若く、40億歳である。
恒星の視等級は14.62で、肉眼では見えない。

### 軌道
ケプラー186fは太陽の20分の1程度しか光を発していない恒星、ケプラー186の周囲を129.9日で公転しており、軌道長半径も0.356 auと水星と近い軌道をとっている。ケプラー186系のハビタブルゾーンは控えめに見積もっても0.23 auから0.46 auの間だと推定されており、この範囲は恒星から受ける光度が地球が受けている光度の25%から88%の場所に相当する。しかし、ケプラー186fは地球の32%程度しか受けておらず、このゾーンの外側の端に近いため太陽系の火星と同じ位置づけになると考えられている。ケプラー186fが受ける主星からの放射は、2007年に発見されたグリーゼ581dに類似している。

## 居住性

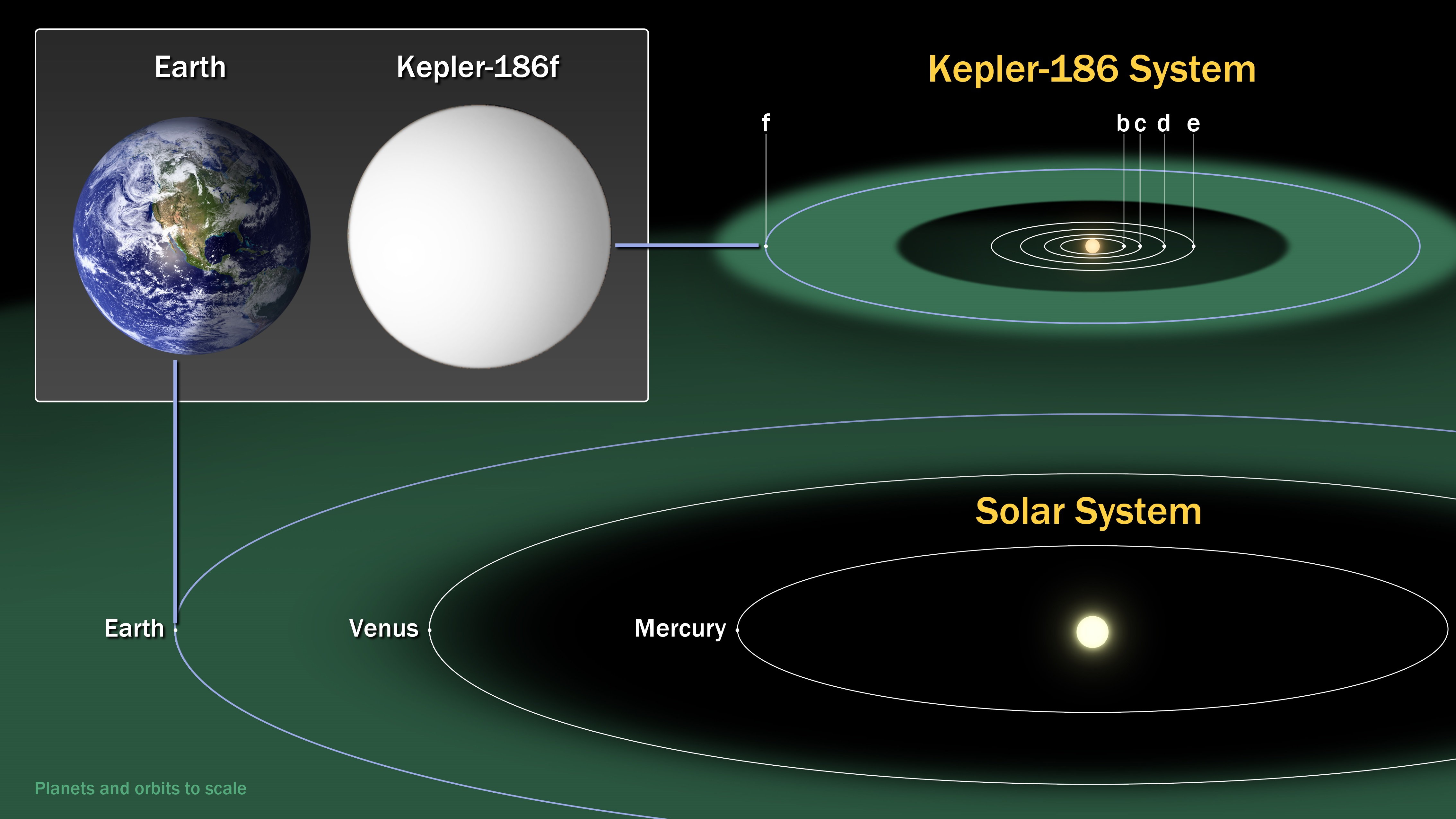
太陽系と比較したケプラー186系

ケプラー186fはハビタブルゾーンにあるもののその事実は居住可能であることを保証しているわけではなく、まだ詳細が分かっていない大気の性質などによって変わりうる。これはケプラー186fが望遠鏡で直接観測を行うためには遠すぎるからであり、次世代の宇宙望遠鏡ジェイムズ・ウェッブ宇宙望遠鏡でも不可能とされる。惑星の揮発性物質が窒素、二酸化炭素、水だけで雲を考えない単純な気候のモデルでは、窒素の分圧が10バールの状態で0.5バールの二酸化炭素が、0の場合で5バールの二酸化炭素が存在していれば、表面温度を273K（0°C）を上回る。
ケプラー186系では、2020年現在ケプラー186fの他にb, c, d, eの4つの惑星が発見されている。これらの惑星はいずれもより主星に近い軌道を周回しており、液体の水を保持するには暑すぎる条件にある。主星の重力から生じる潮汐力により、内側の4惑星で自転と公転の同期が発生していることはほぼ間違いないと考えられている。しかし、より遠く潮汐力の小さいケプラー186fにおいては、惑星形成から自転と公転が同期するまでの十分な時間が経過していない可能性もある。赤色矮星は誕生後の変化が小さく、ケプラー186系の年齢を求めるのは難しいが、おそらく数十億年以上は経過しているだろうと推測されている。最近の研究結果では40億年であるとも報告されている。自転と公転が同期しているかは大雑把に半々ぐらいの確率であるが、地球と太陽との距離よりも近いことから、地球よりも自転が遅い（1日が数週間や数か月にも及ぶ）ことはまず間違いない。
ケプラー186fの赤道傾斜角は極めて小さく、これは地球のような季節を持たないことを意味する。軌道は円軌道に近く、火星のような楕円軌道に由来する気候の変化を持つこともない。しかし、もしトランジット法では観測できない未発見の惑星がケプラー186fとeの間にあれば、地球のような大きな（23度に近い）傾斜角を持つ可能性も提示されている（惑星形成のシミュレーションでは、この領域にもう一つ追加の惑星が存在する余地が残されている。なお、軌道の安定を乱さずに存在できるのは、地球より小さなサイズの惑星に限られる）。
2015年にはケプラー442b、ケプラー62fとともに居住するのに最適な惑星としての候補となった。2018年には気候は地球と似ている可能性があるとする研究もあった。

## 再調査

NASAのケプラー186fの探査計画へのポスター

### SETIの調査
SETI協会の地球外知的生命体探査 (SETI)において2014年4月17日、アレン・テレスコープ・アレイ (ATA)がケプラー186系から1ヶ月もの間、放射線を検出した。この1ヶ月間には系外惑星を起因とする信号は発見されなかったが、検出可能であるため全方向に等方的に放射しているか、そうでなかったら地球に優先的に放射したか不明だが、この信号はアレシボ天文台が発する信号の10倍もの強さであった。更にSETIはこれをクラウドソーシング化し、SETILiveとして開設し、決定的ではなかったがATAからは電波雑音の兆候が報告された。SETIの有名な企画にはSETI@Homeもあるが、ケプラーの観測対象天体はSETI@Homeの観測対象外であった。後のグリーンバンク望遠鏡による調査でもケプラー186fは対象外であった。ケプラー186は500光年以上離れた恒星であるため、信号は何年も前に発されたものである。

### 未来の技術
ケプラー186fは582光年離れた恒星であるため現代の技術でも次世代の技術でも質量や大気の状況を特定するのは非常に困難である。
しかし、ケプラー186fの発見はハビタブルゾーンに位置する地球型惑星の発見としては革新的である。探査機ケプラーは特定の地域しか探査を行っていないため、次世代のTESSやCHEOPSなどによる全方向への探査に期待がかかっている。
その他、始動がまもなくやって来るジェイムズ・ウェッブ宇宙望遠鏡や地上の望遠鏡による大気の分析・質量の特定・組成の推定も将来行われる。また、スクエア・キロメートル・アレイはこれまでのアレシボ天文台やグリーンバンク望遠鏡を超え、電波観測を行うと考えられている。

## 他の惑星との比較
ケプラー186fの発見以前にも、いくつかの地球に近いサイズの太陽系外惑星がハビタブルゾーン内に発見されている。こうした惑星のうち最も小さかったのが地球の1.4倍の半径を持つケプラー62fだが、球の体積は半径の三乗と比例するため、1.4倍でもその体積は地球の2.74倍にもなってしまっていた（半径1.1倍であれば体積は1.33倍に止まる）。地球と同じ組成と仮定した場合、その質量は遥かに大きなものとなり、これは惑星の構成物質が大きな圧力を受けることを意味していた。
太陽に似た恒星（赤色矮星のケプラー186は該当しない）のハビタブルゾーンにおける地球サイズの惑星の大気の進化の研究によると、半径が地球の0.8倍から1.15倍の範囲のサイズであれば、惑星形成の初期において大量の水素を吹き飛ばすのに十分小さく、かつその後に地球のような大気を保持するのに十分大きいとされている。
| 著名な系外惑星 – ケプラー宇宙望遠鏡 |
| --- |
| ハビタブルゾーンにあることが確認されている地球型惑星 下段:ケプラー186f、ケプラー62f、ケプラー62e、ケプラー296e、ケプラー296f 上段:ケプラー438b、ケプラー442b、ケプラー440b (ケプラー宇宙望遠鏡 2015年1月6日) |

## 影響
- ケプラー186fは4XのストラテジーゲームCivilization: Beyond Earth(英語版)にてダウンロード・コンテンツで遊べるマップとして登場した[32]。
- オランダのロックバンドThe Hubschrauber(オランダ語版)は2017年のアルバムをケプラー186fと名付けた[33]。